# Tabanus amapaensis
Tabanus amapaensis är en tvåvingeart som beskrevs av David Fairchild 1961. Tabanus amapaensis ingår i släktet Tabanus och familjen bromsar. Inga underarter finns listade i Catalogue of Life.